# Yueyang
Yueyang (岳阳) é uma cidade da província de Hunan, na China. Localiza-se no norte da província. Tem cerca de 5 477 911 habitantes(2010).  Foi fundada no ano 210 a.C.